# 外高加索社会主义联邦苏维埃共和国
外高加索社会主义联邦苏维埃共和国（俄语：Закавказская Социалистическая   Федеративная Советская Республика，缩写为）是蘇聯歷史上的第四個加盟共和國，也是第二個聯邦共和國。从1922年到1936年间存在，它由格鲁吉亚、亚美尼亚和阿塞拜疆组成，在苏联它也被简称为外高加索。

## 历史
外高加索原本是隸屬俄羅斯聯邦管轄的自治共和國，其最初的管轄區域就是今天的阿布哈茲一帶。外高加索於1922年12月30日脫離俄羅斯聯邦改制升格為蘇聯直轄的聯邦共和國，名稱由外高加索自治蘇維埃社會主義共和國改爲外高加索蘇維埃聯邦社會主義共和國。該聯邦共和國於1936年12月5日蘇聯一級行政區改制后被撤銷。
1917年俄罗斯帝国解体后高加索地区的省份建立了一个自己名为外高加索民主联邦共和国的联邦。但其组成部分之间的不和和与土耳其的战争于1918年4月导致了这个联邦共和国的分裂。
此后数年中这些地区被内战破坏，在苏联红军的干涉下其三个组成部分于1922年3月12日在第比利斯宣布成立外高加索苏维埃社会主义联邦共和国。1922年12月30日外高加索苏维埃社会主义联邦共和国正式加入苏联。但是格鲁吉亚和阿塞拜疆的共产党对这个联盟非常不满，因此在拉夫连季·贝利亚的影响下外高加索苏维埃社会主义联邦共和国又分解为其组成的三个部分。这三个部分（亚美尼亚苏维埃社会主义共和国、格鲁吉亚苏维埃社会主义共和国和阿塞拜疆苏维埃社会主义共和国）分别各自成为苏联的加盟共和国。

## 共和国的语言名称
| 語言       | 名稱 |
| 俄語       |      |
| 格魯吉亞語 |      |
| 亞美尼亞語 |      |
| 阿塞拜疆语 |      |

## 高加索民族
外高加索地区高度碎片化，除主要的阿塞拜疆，亚美尼亚和格鲁吉亚外，还有阿布哈兹，奥塞梯等民族，均有其自治政权。
- 1928年的外高加索联邦
- 外高加索民族分布